# Autovía del Sur

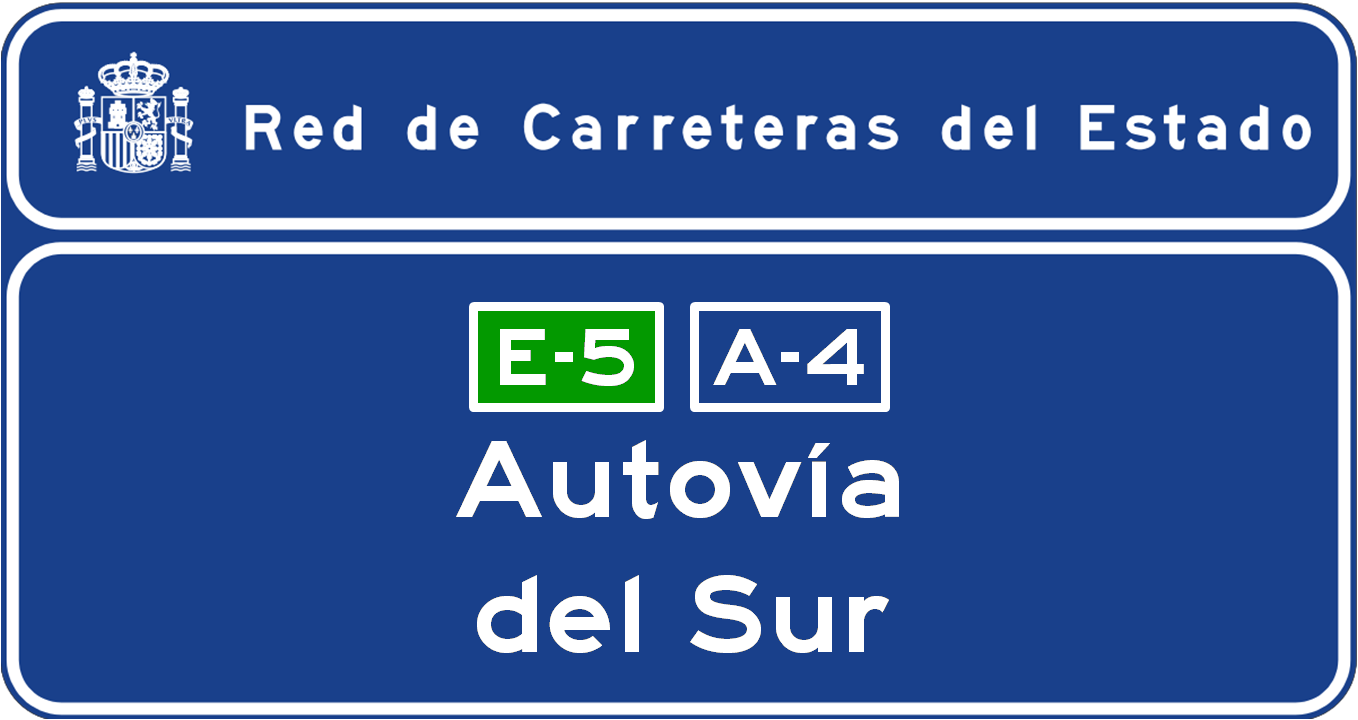
Señal de confirmación de la Autovía del Sur.

La autovía del Sur o A-4, antiguamente llamada autovía de Andalucía, es una de las seis autovías radiales de España, parte de la Ruta europea E-5; y la principal vía de comunicación entre el centro y el sur de la península ibérica. Se construyó siguiendo el trazado de la carretera nacional N-4, que une las ciudades de Madrid, Córdoba, Sevilla y Cádiz. Atraviesa el gran parque natural de Despeñaperros en la provincia de Jaén, que separa las Comunidades de Andalucía y Castilla-La Mancha, mediante grandes obras de ingeniería.
El tramo que discurre en la vega del Tajo, en el entorno de Aranjuez, a pesar de discurrir por una planicie se construyó con arriesgadas curvas para salvar una colonia de mariposas, lo que creó gran controversia. El ministro Borrell se pronunció sentenciando que las curvas eran para que los conductores no se aburran. Hasta el año 1971, la autovía partía de Madrid y terminaba en el km 37, en Ocaña. El proyecto original del desdoblamiento de la carretera N-4 (iniciaron en los principios de los años 80) consistía en construir la autovía desde Ocaña hasta Sevilla con motivo de la Expo'92, con lo cual en 1992 quedó terminada hasta Sevilla.
Entre Sevilla y Cádiz no existe autovía, sino que entre las dos ciudades hay una autopista, anteriormente de peaje, la AP-4. Entre ambas ciudades todavía queda el tramo original sin desdoblar de la N-4 desde Los Palacios y Villafranca hasta el Aeropuerto de Jerez de la Frontera.

## Trazado
De la A-4 parten varios ramales para comunicar a esta autovía con los diferentes núcleos de población a los que sirve en su función de autovía radial. Tras dejar el área metropolitana de Madrid, la A-4 se cruza en Ocaña con la A-40, que une Toledo y Cuenca, con la AP-36, que se dirige hacia Albacete, Alicante y Murcia, y con la R-4 que se dirige hacia Madrid. Más tarde, en Madridejos, se encuentra con la CM-42 (Toledo-Tomelloso). En Manzanares enlaza con la A-43 que va de Extremadura a la Comunidad Valenciana. Tras bordear Valdepeñas, Santa Cruz de Mudela, Almuradiel y Venta de Cárdenas, la autovía entra en Despeñaperros, el desfiladero que separa Castilla-La Mancha de Andalucía.
Tras entrar en territorio andaluz, la autovía del Sur cambia su dirección hacia el suroeste, partiendo desde Bailén la autovía A-44 que se separa de la A-4 hacia Jaén y Granada en dirección sur, y cerca de allí arranca hacia el este la A-32 hacia Linares y Albacete. De igual modo, en Córdoba un nuevo ramal sur de la A-4, la A-45, se dirige hacia Málaga. En Sevilla, la autovía del Sur coincide con la autovía de circunvalación SE-30, que rodea la ciudad, de hecho los hitos miriamétricos entre el kilómetro 0 y el 9 de la SE-30 también vienen marcados como A-4.

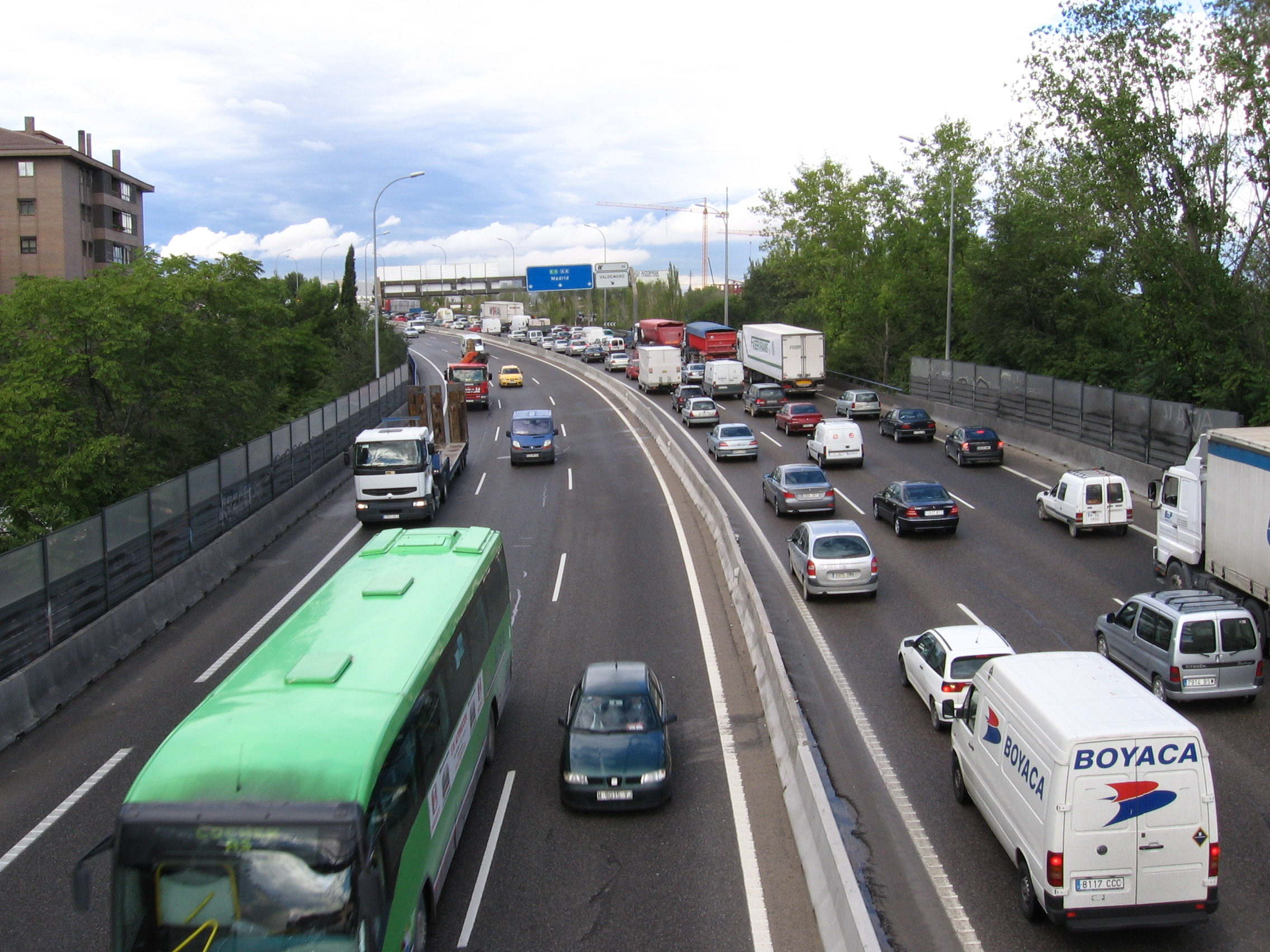
Autovía A-4 a su paso por Valdemoro, Madrid.

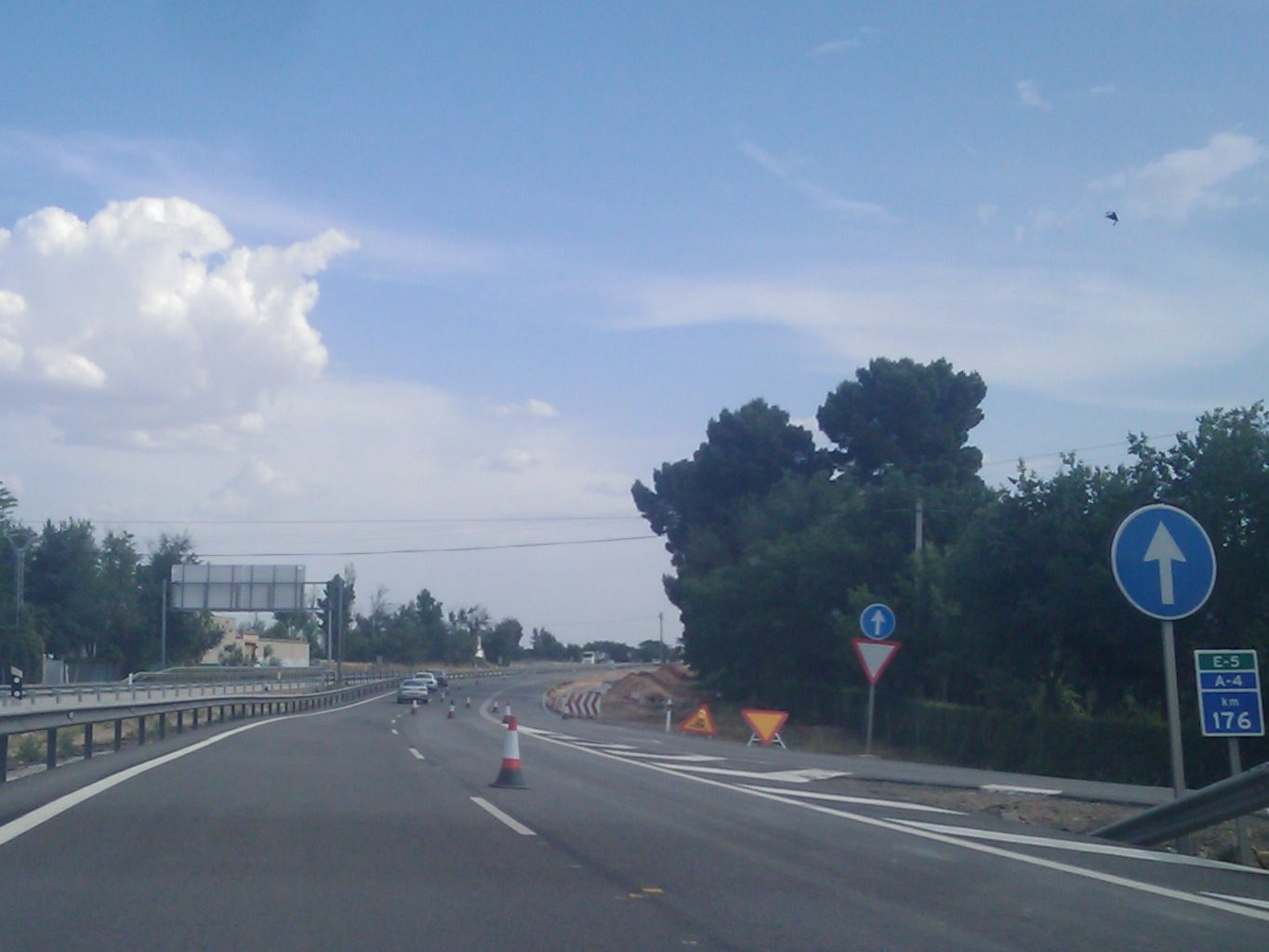
Autovía del Sur en el término municipal de Manzanares, Ciudad Real.

Si bien la N-4 se extiende hasta Cádiz, al haber una autopista de peaje entre esta ciudad y Sevilla no se proyectó una conversión plena en autovía de este tramo. En marzo de 2007, se inauguró la circunvalación oeste de Jerez de la Frontera, con lo que la autovía A-4 queda dividida en dos tramos, uno desde Madrid hasta Dos Hermanas y otro desde las inmediaciones del aeropuerto de Jerez hasta Cádiz.
El cambio en la nomenclatura de las autovías y autopistas de peaje hace que, en la actualidad, la antigua autopista A-4 (Sevilla-Cádiz), se llame AP-4. La actual A-4 a su paso por la provincia de Cádiz discurre por la antigua N-4. Se bifurca por variante al pasar por Puerto de Santa María (quedando la antigua N-4 con el nombre CA-31 y CA-32) hasta el cruce de San Fernando y Chiclana de la Frontera, donde termina la A-4, ahí empalma con la A-48, que llega hasta la A-7 en Algeciras. Lo que era la N-4 fue renombrada como CA-33 (San Fernando a Cádiz).
El tramo desdoblado de Dos Hermanas a Los Palacios y Villafranca se inauguró en julio de 2021. Se paró la construcción del tramo entre Los Palacios y Villafranca y Jerez de la Frontera y finalmente el proyecto quedó desestimado por la liberalización de la AP-4. Están proyectados dos nuevos enlaces directos desde la A-4 a la AP-4 en Los Palacios y Villafranca y Jerez. Entre Dos Hermanas y Jerez de la Frontera ya se puede circular por la AP-4 liberalizada el 31 de diciembre de 2019, a las 20:30, y se sigue sin peaje desde Jerez hasta Puerto Real por el tramo liberalizado en 2005.

## Alternativas
- Para hacer el recorrido íntegro, puede evitarse la A-4 entera cogiendo la A-5 hasta Mérida y allí tomar la A-66 a Sevilla, Huelva o Cádiz.
- La entrada a Madrid suele tener muchísimo tráfico, puede evitarse tomando la R-4 o también la CM-42 hasta Toledo y luego AP-41 o A-42 (esta también suele tener mucho tráfico) hasta Madrid.
- Paso de Despeñaperros: Puede evitarse tomando la A-43/A-41 hasta Puertollano y luego la N-420 hasta Montoro. A partir de ahí, la A-4 a Sevilla o la A-309 a Bujalance. Desde Bujalance, se toma la A-306 en dirección a Torredonjimeno/Jaén/Cañete de las Torres y la carretera, que al llegar a Torredonjimeno se convierte en la autovía A-316, termina en Jaén, donde se puede enlazar con la A-44 a Almería, Sierra Nevada o Granada. Otra variante posible desde Torredonjimeno es tomar la A-316 en dirección a Alcaudete/Martos, la cual enlaza con la N-432 que lleva hasta Granada, punto de conexión con la A-44. En caso de que la A-4 tenga mucho tráfico, siempre se puede optar por la N-401 (Madrid-Ciudad Real) que tiene los primeros kilómetros de autovía (A-42 o AP-41) y, en total, se recorren menos kilómetros. El inconveniente de esta alternativa es que se atraviesan muchas poblaciones, incluyendo Ciudad Real.
- Para ir hasta Málaga o Algeciras hay un itinerario alternativo para ir a Málaga desde Madrid. Consiste en tomar la A-4 hasta Bailén, donde se enlaza con la A-44 (Salida 292). Se sigue por esta carretera pasando por Jaén hasta la salida 118, cerca de Granada, en dirección a la A-92 hacia Málaga/Algeciras. Se toma la A-92 hasta la salida 177 hacia la A-92M, por la que se llega a la A-45. A partir de allí, para llegar a Málaga, se puede tomar esta misma autovía o la autopista de peaje AP-46. Ya en Málaga se puede seguir por la A-7 hasta Algeciras. Este es el recorrido habitual para llegar a estas poblaciones, ya que se recorren menos kilómetros, se tarda menos y no es necesario pasar por Córdoba. O se puede tomar la A-4 hasta Bailén, donde se enlaza con la A-44 (Salida 292). Se sigue por esta carretera pasando por Jaén y Granada hasta la salida final de la A-44 (Salida 183) en dirección E-15 A-7 Salobreña Málaga, y a partir de ahí se sigue por esa carretera hasta Málaga

## La A-4 a su paso por Despeñaperros
El paisaje rocoso y sinuoso de Despeñaperros ha condicionado desde siempre el trazado de la A-4 por dicho paraje. Con objeto de mejorar en comodidad y seguridad, Fomento adjudicó la construcción de dos nuevas calzadas entre Venta de Cárdenas (Ciudad Real) y Santa Elena (Jaén). Desde 2012 se encuentran en servicio en su totalidad, con una longitud de 9 km y 3 carriles por sentido. Además, se procedió a remodelar el margen este del enlace norte de Santa Elena y el nuevo enlace con la carretera A-6200 (a Aldeaquemada).
Las nuevas calzadas pasan mediante viaductos por encima de los antiguos, así como sobre el río Despeñaperros, la línea de ferrocarril Madrid - Alcázar de San Juan - Córdoba y otros barrancos, arroyos y vaguadas.

## Peajes en sombra para la reforma de tramos de la A-4
En noviembre de 2007 se adjudicó a dos concesionarias la reforma y conservación de dos tramos de la autovía por un período de 10 años, hasta el año 2026. Estas actuaciones están incluidas en el “Plan de Renovación de las Autovías de Primera Generación del Ministerio de Fomento” y son independientes de la construcción de las nuevas calzadas para atravesar Despeñaperros que se ha comentado en el apartado anterior.
Las autovías de primera generación, entre las que se incluye la A-4, se construyeron en su mayor parte por duplicación de trazados ya existentes. Debido al aumento del tráfico, velocidades de circulación y número de accidentes se impuso la necesidad de acometer actuaciones de mejora y acondicionamiento para su adecuación a las nuevas exigencias de seguridad, y en la medida de lo posible, a las diversas normas y recomendaciones en materia de carreteras publicadas después de su construcción.
Esta demanda se traduce, fundamentalmente, en ofrecer en todo su recorrido unos niveles de seguridad y servicio asimilables a los que prestan las autovías y autopistas de reciente construcción. Los tramos adjudicados para su reforma y conservación se explotan bajo la modalidad de peaje en sombra cuyas tarifas se ajustan a un conjunto de indicadores de calidad vinculados al estado de la vía y a la calidad del servicio ofertado.
Las reformas acometidas incluyen entre otros la remodelación de enlaces, rectificación de curvas y reordenación de accesos y vías de servicio, con prolongaciones de carriles de aceleración y deceleración.
Las concesionarias son las siguientes:
- Tramo Madrid (p.k. 3,500)-Autopista Radial 4 (p.k. 67,500): Grupo Isolux Corsán - Grupo Elsamex[8]
- Tramo Puerto Lápice (p.k. 138,000)-Venta de Cárdenas (p.k. 245,000): Sociedad concesionaria Autopista de la Mancha, Agrupación de Empresas Aldesa Construcciones S.A., Alvac S.A., Azvi S.A., Inypsa S.A. Y Construcciones Sánchez Domínguez S.A.

## Tramos
| Denominación | Tramo | Kilómetros               | Año servicio / Estado (2025)                                                                                                 |
| ------------ | --- | ------------------------ | --- |
| A-4          | Madrid por Avenida de Córdoba y Avenida de Andalucía (antiguos tramos) Tramo original: Glorieta de Cádiz - Avenida de Rosales (sentido Sur) Tramo original: Glorieta de Cádiz - Avenida de Rosales (sentido Norte) Tramo original: Avenida de Rosales - Villaverde Bajo Tramo original: Viaducto de Villaverde Bajo Tramo original: Villaverde Alto pkm 9 - Villaverde Alto pkm 11 Tramo original: Nudo Sur M-30 - Glorieta de Málaga | 2,2 1,9 0,7 2 1,1        | 1963 1965 1968 1964 1985 |
| E-5 A-4      | Madrid Nudo Sur M-30 por By-Pass Sur (tramos actuales) Tramo original: Nudo Sur M-30 Remodelación: Nudo Sur M-30 Túnel acceso a la Calle de Embajadores Tramo: Nudo Sur M-30 - Nudo SuperSur M-40 (sentido Sur) Tramo: Nudo Sur M-30 - Nudo SuperSur M-40 (sentido Norte) Tramo original: Nudo SuperSur M-40 - Los Molinos (Getafe) M-45 Tramo ampliado: Nudo SuperSur M-40 - Los Molinos (Getafe) M-45 | - 2,9 2,8 3 5,3 5,5      | 1985 2007 1991 2 carriles por sentido: 1990 3 carriles por sentido: En redacción de proyecto (pendiente licitación de obras) |
| E-5 A-4      | Villaverde Alto (Madrid) - Seseña Nuevo Tramo original Tramo ampliado | 24,9 24,9                | 2 carriles por sentido: 1971 3 carriles por sentido: 1989                                                                    |
| E-5 A-4      | Variante de Aranjuez Tramo: Seseña Nuevo - Ontígola | 16,2                     | 1988 |
| E-5 A-4      | Ontígola - Ocaña | 9,6                      | 1971 |
| E-5 A-4      | Ocaña - La Guardia Norte | 23                       | 1989 |
| E-5 A-4      | Variante de La Guardia Tramo: La Guardia Norte - La Guardia Sur | 2,2                      | 1985 |
| E-5 A-4      | La Guardia Sur - Madridejos Norte Subtramo: La Guardia Sur - Tembleque Norte Subtramo: Variante de Tembleque Subtramo: Tembleque Sur - Madridejos | 8,4 2,4 18,2             | 1988 1990 1988 |
| E-5 A-4      | Madridejos Norte - Puerto Lápice Norte | 19                       | 1990 |
| E-5 A-4      | Variante de Puerto Lápice Tramo: Puerto Lápice Norte - Puerto Lápice Sur | 3,5                      | 1987 |
| E-5 A-4      | Puerto Lápice Sur - Manzanares Norte | 34                       | 1990 |
| E-5 A-4      | Manzanares Norte - Valdepeñas Sur | 37,4                     | 1988 |
| E-5 A-4      | Valdepeñas Sur - Almuradiel Norte Tramo original: Valdepeñas Sur - Almuradiel Norte Nuevo tramo: Variante de Santa Cruz de Mudela | 22,4 3,3                 | 1988 2012 |
| E-5 A-4      | Almuradiel Norte - Venta de Cárdenas | 12,6                     | 1990 |
| E-5 A-4      | Variante de Despeñaperros Variante original (Venta de Cárdenas - Santa Elena) Remodelación (sentido Madrid) Remodelación (sentido Sevilla, subtramo Aldeaquemada - Santa Elena) Remodelación (sentido Sevilla, subtramo Venta de Cárdenas - Aldeaquemada) | 16,9 9,4 4,7 4,85        | 1984 2011 2012 |
| E-5 A-4      | Santa Elena - La Carolina | 12,2                     | 1990 |
| E-5 A-4      | La Carolina - Guarromán | 15                       | 1991 |
| E-5 A-4      | Guarromán - Bailén Nordeste | 8,9                      | 1991 |
| E-5 A-4      | Variante de Bailén | 7,5                      | 1992 |
| E-5 A-4      | Bailén Suroeste - Andújar Este | 21,2                     | 1990 |
| E-5 A-4      | Variante de Andújar | 3,5                      | 1991 |
| E-5 A-4      | Andújar Oeste - Villa del Río Este | 17,5                     | 1990 |
| E-5 A-4      | Villa del Río Este - Córdoba Este Subtramo: Villa del Río Este - Pedro Abad Subtramo: Pedro Abad - Los Cansinos (Córdoba) Subtramo: Los Cansinos (Córdoba) - Córdoba Este | 19,5 14,8 14             | 1992 |
| E-5 A-4      | Ronda Sur-Sureste de Córdoba Tramo original: Córdoba Este - Córdoba Sur (sentido Este) Tramo original: Córdoba Este - Córdoba Sur (sentido Oeste) Remodelación: Variante de Los Visos (provisional) Remodelación: Variante de Los Visos (completa) | 6,9 2 2                  | 1985 2014 2015 |
| E-5 A-4      | Cuesta de Los Visos Tramo original: Córdoba Sur - Ronda Oeste de Córdoba CO-32 A-45 Remodelación: Córdoba Sur - Ronda Oeste de Córdoba CO-32 A-45 | 3 2                      | 1985 2014 |
| E-5 A-4      | Cuesta del Espino Tramo: Ronda Oeste de Córdoba CO-32 A-45 - Intersección N-331 | 8                        | 1989 |
| E-5 A-4      | Intersección N-331 - La Carlota Este Subtramo: Intersección N-331 - Aldea Quintana Subtramo: Aldea Quintana - La Carlota Este | 8,2 6,8                  | 1992 |
| E-5 A-4      | Variante de La Carlota Tramo: La Carlota Este - La Carlota Oeste | 5,3                      | 1990 |
| E-5 A-4      | La Carlota Oeste - Écija Este | 15                       | 1990 |
| E-5 A-4      | Variante de Écija Tramo: Écija Este - Écija Oeste | 6                        | 1990 |
| E-5 A-4      | Écija Oeste - La Luisiana Este | 12                       | 1990 |
| E-5 A-4      | Variante de La Luisiana Tramo provisional: La Luisiana Este - La Luisiana Oeste Tramo completo: La Luisiana Este - La Luisiana Oeste | 3,3 3,3                  | 1 carril por sentido: 1991 2 carriles por sentido: 1991                                                                      |
| E-5 A-4      | La Luisiana Oeste - Carmona Este | 23                       | 1990 |
| E-5 A-4      | Variante de Carmona Tramo: Carmona Este - Carmona Oeste | 9,1                      | 1989 |
| E-5 A-4      | Carmona Oeste - Aeropuerto de Sevilla Subtramo original: Acceso al Aeropuerto de Sevilla - P.E. Aeronáutico Tramo completo: Carmona Oeste - Aeropuerto de Sevilla | 3 21                     | 1 carril por sentido: 1958 2 carriles por sentido: 1990                                                                      |
| E-5 A-4      | Aeropuerto de Sevilla - Sevilla Este SE-30 Tramo original (antigua autopista de San Pablo) Tramo ampliado | 4,8 4,8                  | 2 carriles por sentido: 1958 3 carriles por sentido: 1992                                                                    |
| SE-30 A-4    | Circunvalación Este-Sur de Sevilla SE-30 Tramo original: Nudo de la Gota de Leche - Enlace Su Eminencia Ronda Este: Nudo de la Gota de Leche - Avenida de Jerez Ronda Suroeste: Avenida de Jerez - Nudo de Bellavista A-4 Tramo: Nudo de Bellavista A-4 | 3,8 8,7 0,9 -            | 1 carril por sentido: 1970 3 carriles por sentido: 1990 3 carriles por sentido: 1991 1998                                    |
| E-5 SE-40    | Circunvalación Sureste de Sevilla SE-40 Tramo: La Rinconada A-4 - Alcalá de Guadaíra A-92 Tramo: Alcalá de Guadaíra A-92 - Alcalá de Guadaíra A-376 Tramo: Alcalá de Guadaíra A-376 - Dos Hermanas A-4 | 10,1 6 8,1               | 2011 2013 2019 |
| A-4          | Sevilla por Avenida de Jerez (antiguos tramos) Tramo original: Gl. Presos de los Merinales (Bellavista) - Gl. de los Cripeses (Dos Hermanas) Tramo ampliado: Avenida de Jerez SE-30 - Glorieta de los Cripeses (Dos Hermanas) Supresión cruces con semáforos y nuevos enlaces Primera fase Bulevar de Bellavista (Sevilla) Segunda fase Bulevar de Bellavista (Sevilla) Tramo: Bulevar de Dos Hermanas (Dos Hermanas) Supresión paso superior de Cydeplas con la Avenida Cristóbal Colón (Dos Hermanas) Nueva rotonda con la Calle Virgen de los Dolores (Dos Hermanas) Tramo: Glorieta de los Cripeses (Dos Hermanas) | 9,4 10,7 - 1 1,5 1,3 - - | 1 carril por sentido: 1956 2 carriles por sentido: 1968 1992 2006 2010 2007 2010 ¿2002? 2021                                 |
| E-5 A-4      | Sevilla por SE-30 Sur (nueva variante) Tramo original: Bellavista (Sevilla) - Dos Hermanas AP-4 Subtramo ampliado: Enlace SE-40 - Dos Hermanas AP-4 | 16,9 7                   | 2 carriles por sentido: 1998 3 carriles por sentido: En redacción de proyecto (pendiente licitación de obras)                |
| A-4          | Dos Hermanas AP-4 - Los Palacios y Villafranca Norte | 8,5                      | 2020 |
|              | Variante de Los Palacios y Villafranca Tramo original: Los Palacios y Villafranca Norte - Los Palacios y Villafranca Sur Tramo ampliado: Los Palacios y Villafranca Norte - Los Palacios y Villafranca Sur | 6,6 6,6                  | 1 carril por sentido: 1995 2 carriles por sentido: Pdte. de estudio informativo                                              |
|              | Los Palacios y Villafranca Sur - Enlace AP-4 en pkm 625 de N-4 | 42 +/-                   | Estudio informativo terminado (reversión en la AP-4 ) (pendiente nuevo enlace Sur de Los Palacios y Villafranca)             |
|              | Enlace AP-4 en pkm 625 de N-4 - Aeropuerto de Jerez | 3                        | En redacción de proyecto (duplicación de calzada)                                                                            |
| A-4          | Aeropuerto de Jerez - Jerez de la Frontera Norte | 5,2                      | 2003 |
| A-4          | Circunvalación Oeste de Jerez de la Frontera Tramo: Jerez de la Frontera Norte - Jerez de la Frontera Sur | 12,5                     | 2007 |
| A-4          | Jerez de la Frontera Sur - El Puerto de Santa María Norte | 1,8                      | 1992 |
| A-4          | Variante de El Puerto de Santa María y Puerto Real Subtramo: El Puerto de Santa María Norte - Puerto Real Norte CA-37 Subtramo original: Puerto Real Norte CA-37 - Puerto Real Sur Subtramo ampliado: Puerto Real Norte CA-37 - Puerto Real Sur | 11,4 3,7 3,7             | 2 carriles por sentido: 1996 1 carril por sentido: 1996 2 carriles por sentido: 2005                                         |
| E-5 A-4      | El Puerto de Santa María Sur - Tres Caminos CA-33 A-48 | 7                        | 2006 |

## Salidas

### Tramo Madrid - Los Palacios y Villafranca
| Elemento | Nombre de Salida (sentido Cádiz)/Ver de arriba-abajo                                                    | Número de Salida | Nombre de Salida (sentido Madrid)/Ver de abajo-arriba                                                                | Carretera que enlaza         |
| -------- | --- | ---------------- | --- | ---------------------------- |
|          | Madrid                                                                                                  |                  | Fin de la A-4 Continúa por Madrid (sur) Avenida la Paz y Avenida del Manzanares                                      | M-30                         |
|          | |                  | Caja Mágica pza. Legazpi A-42 Toledo A-5 A-6 calle Embajadores C/Mendez Álvaro A-3 Valencia A-2 A-1                  | M-30                         |
|          | A-42 Toledo                                                                                             | 6                | | M-40                         |
|          | A-3 Valencia                                                                                            | 7                | R-4 A-3 R-3 A-2 - IFEMA A-42 Toledo R-5 A-5 A-6 M-607                                                                | M-40                         |
|          | San Martín de la Vega E-901 A-3 Valencia A-2 A-42 Toledo A-5                                            | 9                | | M-45                         |
|          | | 12-A             | Madrid (centro ciudad) Avenida de Andalucía                                                                          |                              |
|          | | 12B              | A-42 Toledo A-5 E-901 A-3 Valencia A-2                                                                               | M-45                         |
|          | Vía de Servicio                                                                                         |                  | Vía de Servicio |                              |
|          | Pol.Ind. de Los Molinos                                                                                 |                  | |                              |
|          | parque empresarial vía de servicio Getafe cerro de Los Ángeles Perales del Río                          | 13               | Getafe cerro de Los Ángeles Perales del Río                                                                          | M-406                        |
|          | | 16               | parque empresarial vía de servicio                                                                                   |                              |
|          | vía de servicio área empresarial Andalucía C.L.A.                                                       | 17A              | |                              |
|          | M-31 Madrid A-3 R-3 A-2 R-2 polígono industrial Las Arenas de Pinto R-4 A-42 R-5 A-5 A-6                | 17B              | | M-50                         |
|          | | 17               | A-3 R-3 A-2 R-4 A-42 R-5 A-5 A-6 área empresarial Andalucía C.L.A.                                                   | M-50                         |
|          | | 18               | vía de servicio polígono industrial Las Arenas de Pinto                                                              |                              |
|          | |                  | Vía de Servicio |                              |
|          | Pinto - San Martín de la Vega Vía de Servicio                                                           | 20               | Pinto - San Martín de la Vega Vía de Servicio                                                                        |                              |
|          | Pinto R-4 Córdoba San Martín de la Vega parque temático                                                 | 22               | Pinto R-4 Madrid San Martín de la Vega parque temático                                                               | M-506                        |
|          | zona industrial Vía de Servicio                                                                         | 23               | zona industrial Vía de Servicio                                                                                      |                              |
|          | polígono industrial Colegio de Guardias Jóvenes                                                         | 24               | polígono industrial                                                                                                  |                              |
|          | Valdemoro (oeste)                                                                                       | 26A              | |                              |
|          | |                  | polígono industrial                                                                                                  |                              |
|          | Valdemoro (centro)                                                                                      | 26B              | |                              |
|          | | 26               | Valdemoro (centro)                                                                                                   |                              |
|          | Valdemoro (sur) vía de servicio                                                                         | 27               | |                              |
|          | | 28               | Valdemoro (sur) polígono industrial vía de servicio                                                                  |                              |
|          | Ciempozuelos - Navalcarnero R-4 Madrid                                                                  | 29               | Ciempozuelos - Navalcarnero R-4 Madrid                                                                               | M-404                        |
|          | |                  | Vía de Servicio |                              |
|          | Vía de Servicio                                                                                         |                  | |                              |
|          | Vía de Servicio                                                                                         |                  | |                              |
|          | vía de Servicio                                                                                         | 32               | |                              |
|          | | 34               | vía de servicio |                              |
|          | |                  | Vía de Servicio |                              |
|          | CASTILLA-LA MANCHA Provincia de Toledo                                                                  | km. 34           | COMUNIDAD DE MADRID                                                                                                  |                              |
|          | |                  | Vía de Servicio |                              |
|          | Vía de Servicio                                                                                         |                  | |                              |
|          | Seseña R-4 Madrid                                                                                       | 36               | Seseña R-4 Madrid |                              |
|          | Aranjuez (norte) camino de servicio                                                                     | 37               | | M-305                        |
|          | | 39               | Ciempozuelos camino de servicio                                                                                      | M-307                        |
|          | Toledo camino de servicio R-4 Madrid                                                                    | 44               | Toledo camino de servicio R-4 Madrid                                                                                 |                              |
|          | COMUNIDAD DE MADRID                                                                                     | km. 45           | CASTILLA-LA MANCHA Provincia de Toledo                                                                               |                              |
|          | Aranjuez (centro) R-4 Madrid                                                                            | 47               | Aranjuez (centro) R-4 Madrid                                                                                         |                              |
|          | CASTILLA-LA MANCHA Provincia de Toledo                                                                  | km. 52           | COMUNIDAD DE MADRID                                                                                                  |                              |
|          | Toledo - Aranjuez - Ontígola vía de servicio                                                            | 52               | Toledo - Aranjuez vía de servicio                                                                                    | N-400                        |
|          | | 53               | Ontígola vía de servicio                                                                                             |                              |
|          | vía de servicio                                                                                         |                  | |                              |
|          | vía de servicio                                                                                         |                  | vía de servicio |                              |
|          | |                  | vía de servicio |                              |
|          | Ocaña - Cabañas de Yepes                                                                                | 61               | |                              |
|          | A-40 Tarancón - Cuenca R-4 Madrid N-301 vía de servicio                                                 | 62               | Ocaña - Cabañas de Yepes                                                                                             |                              |
|          | Albacete                                                                                                | 65               | | AP-36 N-301 A-31             |
|          | | 66               | Madrid - Aranjuez | R-4                          |
|          | | 69               | vía de servicio N-301 Ocaña A-40 Tarancón - Cuenca AP-36 N-301 A-31 Albacete                                         |                              |
|          | vía de servicio Dosbarrios Noblejas                                                                     | 69-70            | Dosbarrios Noblejas                                                                                                  | TO-2657                      |
|          | vía de servicio                                                                                         |                  | |                              |
|          | | 72               | vía de servicio Dosbarrios                                                                                           |                              |
|          | Camino de Servicio                                                                                      |                  | Camino de Servicio                                                                                                   |                              |
|          | Camino de Servicio                                                                                      |                  | |                              |
|          | área de descanso                                                                                        | 79               | Vía de Servicio |                              |
|          | vía de servicio                                                                                         |                  | vía de servicio |                              |
|          | vía de servicio La Guardia Huerta de Valdecarábanos Lillo                                               | 81               | | CM-4006 CM-3005              |
|          | vía de servicio                                                                                         |                  | vía de servicio |                              |
|          | vía de servicio                                                                                         |                  | vía de servicio |                              |
|          | | 83               | Vía de Servicio |                              |
|          | | 85               | vía de servicio La Guardia Huerta de Valdecarábanos Lillo                                                            | CM-4006 CM-3005              |
|          | Camino de Servicio                                                                                      |                  | Camino de Servicio                                                                                                   |                              |
|          | Camino de Servicio                                                                                      |                  | Camino de Servicio                                                                                                   |                              |
|          | vía de servicio Tembleque Mora El Romeral Corral de Almaguer                                            | 92-93            | | CM-410 CM-3000               |
|          | Tembleque Villacañas                                                                                    | 93-94            | | CM-410                       |
|          | vía de servicio Turleque                                                                                | 98               | vía de servicio Turleque                                                                                             | CM-4056                      |
|          | |                  | Vía de Servicio |                              |
|          | zona de servicio                                                                                        |                  | zona de servicio |                              |
|          | Vía de Servicio                                                                                         | 106              | Vía de Servicio |                              |
|          | vía de servicio                                                                                         | 112              | |                              |
|          | |                  | Vía de Servicio |                              |
|          | Madridejos                                                                                              | 115              | |                              |
|          | Aparcamiento de viabilidad invernal Madridejos Villacañas                                               | 118              | Aparcamiento de viabilidad invernal Madridejos Villacañas                                                            | CM-3128                      |
|          | Madridejos Camuñas                                                                                      | 119              | Madridejos Camuñas                                                                                                   | CM-4133                      |
|          | Toledo                                                                                                  | 121A             | Toledo | CM-42                        |
|          | Alcázar de San Juan - Tomelloso                                                                         | 121B             | Alcázar de San Juan - Tomelloso                                                                                      | CM-42                        |
|          | Camino de Servicio                                                                                      |                  | Camino de Servicio                                                                                                   |                              |
|          | Camino de Servicio                                                                                      |                  | Camino de Servicio                                                                                                   |                              |
|          | Camino de Servicio                                                                                      |                  | Camino de Servicio                                                                                                   |                              |
|          | |                  | vía de servicio |                              |
|          | Camino de Servicio                                                                                      |                  | Camino de Servicio                                                                                                   |                              |
|          | Provincia de Ciudad Real                                                                                | km. 133          | Provincia de Toledo                                                                                                  |                              |
|          | vía de servicio Puerto Lápice                                                                           | 134              | Vía de Servicio |                              |
|          | Herencia - Alcázar de San Juan - Cuenca                                                                 | 135              | Herencia - Alcázar de San Juan - Cuenca                                                                              | CM-420                       |
|          | Daimiel - Ciudad Real                                                                                   | 136              | Puerto Lápice - Ciudad Real                                                                                          | CM-420                       |
|          | Ciudad Real - Cuenca                                                                                    | 137              | | CM-420                       |
|          | zona de servicio                                                                                        | 140              | zona de servicio |                              |
|          | área de descanso                                                                                        |                  | área de descanso |                              |
|          | vía de servicio Villarta de San Juan Herencia                                                           | 144              | vía de servicio Villarta de San Juan Herencia                                                                        | CM-1342                      |
|          | Arenas de San Juan Argamasilla de Alba                                                                  | 147              | Arenas de San Juan Argamasilla de Alba                                                                               | CM-4126 CM-3113              |
|          | | 149              | vía de servicio Villarta de San Juan                                                                                 |                              |
|          | vía de servicio                                                                                         |                  | |                              |
|          | Camino de Servicio                                                                                      | 155              | Camino de Servicio                                                                                                   |                              |
|          | | 159              | Herencia |                              |
|          | Llanos del Caudillo                                                                                     | 160              | Llanos del Caudillo                                                                                                  |                              |
|          | vía de servicio                                                                                         | 161              | vía de servicio |                              |
|          | vía de servicio                                                                                         | 167              | vía de servicio |                              |
|          | vía de servicio Manzanares (norte) A-43 Ciudad Real - Albacete zona industrial                          | 170              | A-43 Albacete - Ciudad Real - Valencia                                                                               |                              |
|          | |                  | vía de servicio |                              |
|          | Manzanares N-430 N-310 vía de servicio A-43                                                             | 172              | |                              |
|          | | 174              | Manzanares A-43 N-430 Ciudad Real Parque nacional de las Tablas de Daimiel zona industrial                           |                              |
|          | Vía de servicio Manzanares (sur) Almagro                                                                | 175-176          | Vía de servicio Manzanares (sur) La Solana Tomelloso Almagro                                                         | N-430 N-310 CM-4124          |
|          | Camino de Servicio                                                                                      | 178              | Camino de Servicio                                                                                                   |                              |
|          | | 179              | vía de servicio |                              |
|          | Membrilla                                                                                               | 180-181          | Membrilla | CR-6032                      |
|          | vía de servicio                                                                                         | 184              | vía de servicio |                              |
|          | Consolación (Valdepeñas)                                                                                | 186              | vía de servicio Consolación (Valdepeñas)                                                                             | CR-5214                      |
|          | vía de servicio                                                                                         | 191              | vía de servicio |                              |
|          | vía de servicio                                                                                         | 193-194          | vía de servicio |                              |
|          | vía de servicio Valdepeñas (norte) polígono industrial                                                  | 197              | Valdepeñas (norte)                                                                                                   |                              |
|          | | 199              | vía de servicio Valdepeñas (norte) polígono industrial                                                               |                              |
|          | Valdepeñas (centro y sur) Ciudad Real - Alcaraz                                                         | 200              | | CM-412                       |
|          | Camino de Servicio                                                                                      | 202              | Camino de Servicio                                                                                                   |                              |
|          | Camino de Servicio                                                                                      | 205              | Camino de Servicio                                                                                                   |                              |
|          | Valdepeñas                                                                                              | 208              | Valdepeñas | CM-3157                      |
|          | Vía de servicio                                                                                         | 210              | vía de servicio |                              |
|          | área de servicio                                                                                        |                  | Aparcamiento de viabilidad invernal                                                                                  |                              |
|          | Santa Cruz de Mudela - Torrenueva Calzada de Calatrava Moral de Calatrava                               | 213-214          | Santa Cruz de Mudela - Torrenueva                                                                                    | CR-613 CM-4122 CR-5222       |
|          | vía de servicio Bazán                                                                                   | 216              | Santa Cruz de Mudela Moral de Calatrava Calzada de Calatrava Bazán                                                   | CR-5222 CM-4122              |
|          | vía de servicio Santa Cruz de Mudela                                                                    | 217              | vía de servicio Santa Cruz de Mudela                                                                                 |                              |
|          | vía de servicio Las Virtudes                                                                            | 220              | vía de servicio Las Virtudes                                                                                         | CR-6102                      |
|          | vía de servicio                                                                                         |                  | |                              |
|          | Bazán                                                                                                   | 223              | Bazán |                              |
|          | Peñalajo                                                                                                | 227              | Peñalajo |                              |
|          | Almuradiel Castellar de Santiago                                                                        | 230              | | CM-3200                      |
|          | vía de servicio Almuradiel Viso del Marqués                                                             | 231              | | CM-4111                      |
|          | | 232              | vía de servicio Almuradiel Castellar de Santiago Viso del Marqués                                                    | CM-3200 CM-4111              |
|          | |                  | Camino de Servicio                                                                                                   |                              |
|          | Camino de Servicio                                                                                      | 238              | Camino de Servicio                                                                                                   |                              |
|          | Venta de Cárdenas estación ff.cc.                                                                       | 241              | Venta de Cárdenas estación ff.cc.                                                                                    |                              |
|          | Venta de Cárdenas parque natural de Despeñaperros                                                       | 243              | | N-4a                         |
|          | | 244              | vía de servicio Venta de Cárdenas                                                                                    |                              |
|          | ANDALUCÍA Provincia de Jaén                                                                             | km. 246          | CASTILLA-LA MANCHA Provincia de Ciudad Real                                                                          |                              |
|          | Túnel de El Corzo 145 m.                                                                                |                  | Túnel de El Corzo 420 m.                                                                                             |                              |
|          | Túnel de Despeñaperros 1925 m.                                                                          |                  | Túnel de Despeñaperros 1925 m.                                                                                       |                              |
|          | Túnel de La Cantera 280 m.                                                                              |                  | Túnel de La Cantera 280 m.                                                                                           |                              |
|          | Aldeaquemada parque natural de Despeñaperros                                                            | 250-252          | Aldeaquemada parque natural de Despeñaperros                                                                         | A-6200 N-4a                  |
|          | Santa Elena (norte) parque natural de Despeñaperros                                                     | 257              | Santa Elena (norte) parque natural de Despeñaperros                                                                  | N-4a                         |
|          | vía de servicio Santa Elena (centro)                                                                    | 258-259          | vía de servicio Santa Elena (centro)                                                                                 |                              |
|          | vía de servicio                                                                                         | 262              | vía de servicio |                              |
|          | Las Navas de Tolosa                                                                                     | 264              | |                              |
|          | vía de servicio                                                                                         | 265              | |                              |
|          | vía de servicio La Carolina (norte) - Las Navas de Tolosa Vilches                                       | 266              | vía de servicio La Carolina (norte) - Las Navas de Tolosa Vilches                                                    | A-301                        |
|          | vía de servicio La Carolina (centro)                                                                    | 268              | vía de servicio La Carolina (centro)                                                                                 |                              |
|          | El Centenillo - La Carolina (sur)                                                                       | 270              | El Centenillo - La Carolina (sur)                                                                                    |                              |
|          | Carboneros - Acebuchar                                                                                  | 274              | |                              |
|          | vía de servicio Carboneros - La Mesa                                                                    | 275              | vía de servicio Carboneros - Acebuchar - La Mesa                                                                     |                              |
|          | vía de servicio Aldea de los Ríos - El Altico - Guarromán                                               | 280              | vía de servicio Aldea de los Ríos - El Altico                                                                        |                              |
|          | vía de servicio Guarromán                                                                               | 283              | vía de servicio Guarromán                                                                                            |                              |
|          | vía de servicio                                                                                         |                  | |                              |
|          | vía de servicio                                                                                         | 286              | vía de servicio |                              |
|          | vía de servicio Baños de la Encina - Linares                                                            | 288              | vía de servicio Baños de la Encina - Linares                                                                         |                              |
|          | Jaén - Granada - Málaga - Almería/ألميريا Bailén-Algeciras/الجزيرة الخضراء zona de servicios            | 292              | Jaén - Granada A-32 N-322 Albacete Bailén zona de servicios                                                          | E-902 A-44 N-4a              |
|          | vía de servicio El Burguillo - Bailén                                                                   | 299              | vía de servicio El Burguillo - Bailén                                                                                | N-4a                         |
|          | Zocueca                                                                                                 | 301              | |                              |
|          | vía de servicio                                                                                         |                  | |                              |
|          | La Esperanza - Cubana                                                                                   | 303-304          | vía de servicio Zocueca                                                                                              |                              |
|          | Camino de Servicio                                                                                      |                  | |                              |
|          | vía de servicio Villanueva de la Reina - Mengíbar - Plomeros                                            | 310              | vía de servicio Villanueva de la Reina - Mengíbar - Plomeros                                                         | A-6075                       |
|          | La Quintería                                                                                            | 312              | La Quintería |                              |
|          | Los Villares de Andújar - La Parrilla                                                                   | 316-317          | Los Villares de Andújar - La Parrilla                                                                                |                              |
|          | Camino de Servicio                                                                                      | 318              | |                              |
|          | vía de servicio                                                                                         | 319              | vía de servicio |                              |
|          | vía de servicio Andújar Stro. Ntra. Sra. de la Cabeza                                                   | 321              | vía de servicio Andújar Stro. Ntra. Sra. de la Cabeza                                                                | A-6177                       |
|          | Andújar                                                                                                 | 323A             | |                              |
|          | Arjona - Lahiguera - Jaén                                                                               | 323B             | | A-311                        |
|          | | 323              | Andújar Arjona - Lahiguera - Jaén                                                                                    | A-311                        |
|          | vía de servicio Andújar polígono industrial estación ff.cc.                                             | 324-325          | Andújar polígono industrial estación ff.cc.                                                                          |                              |
|          | vía de servicio                                                                                         | 326              | vía de servicio Llanos del Sotillo                                                                                   |                              |
|          | Marmolejo                                                                                               | 329              | Marmolejo | A-420                        |
|          | vía de servicio Marmolejo - Arjonilla                                                                   | 335              | vía de servicio Marmolejo - Arjonilla                                                                                |                              |
|          | vía de servicio San Julián                                                                              | 339              | vía de servicio San Julián                                                                                           |                              |
|          | vía de servicio Lopera                                                                                  | 346              | vía de servicio Lopera                                                                                               |                              |
|          | Provincia de Córdoba                                                                                    | km. 347          | Provincia de Jaén |                              |
|          | Villa del Río                                                                                           | 348              | Villa del Río |                              |
|          | vía de servicio La Vega - Villa del Río                                                                 | 350              | vía de servicio La Vega - Villa del Río                                                                              |                              |
|          | Huertos familiares de San Fernando                                                                      | 356              | Huertos familiares de San Fernando                                                                                   |                              |
|          | vía de servicio Montoro Bujalance Ciudad Real                                                           | 358-359          | vía de servicio Montoro Bujalance Ciudad Real                                                                        | A-309 N-420                  |
|          | Camino de Servicio                                                                                      | 361              | Camino de Servicio                                                                                                   |                              |
|          | Algallarín - Adamuz                                                                                     | 364              | Algallarín - Adamuz                                                                                                  | A-3000                       |
|          | vía de servicio Pedro Abad - Alcurrucen - Adamuz                                                        | 367-370          | Pedro Abad - Adamuz                                                                                                  |                              |
|          | El Carpio                                                                                               | 374              | El Carpio San Antonio N-324 N-4                                                                                      |                              |
|          | Villafranca de Córdoba Adamuz El Carpio Jaén                                                            | 377              | Villafranca de Córdoba Adamuz El Carpio Jaén                                                                         | A-421 A-306                  |
|          | |                  | Camino de Servicio                                                                                                   |                              |
|          | Vía de Servicio                                                                                         |                  | |                              |
|          | Alcolea                                                                                                 | 383              | Alcolea | N-4                          |
|          | vía de servicio                                                                                         | 385              | vía de servicio |                              |
|          | Centro Penitenciario                                                                                    | 391              | Centro Penitenciario                                                                                                 |                              |
|          | vía de servicio                                                                                         |                  | vía de servicio |                              |
|          | Camino de Servicio                                                                                      | 396              | Camino de Servicio                                                                                                   |                              |
|          | vía de servicio pol. industrial C/ Virgen del Mar CO-34 Córdoba(Este y norte) N-4 Alcolea N-432 Badajoz | 398-399          | CO-34 Córdoba (Norte y Este) N-4 Alcolea N-432 Badajoz                                                               | CO-31                        |
|          | | 400              | C/ Virgen del Mar |                              |
|          | Centro histórico Mercacórdoba                                                                           | 401              | Centro histórico Mercacórdoba                                                                                        |                              |
|          | Córdoba (sur y oeste) Granada                                                                           | 403              | | N-432                        |
|          | | 406              | Córdoba (oeste y sur) Granada                                                                                        | N-432                        |
|          | Málaga Córdoba (oeste) aeropuerto                                                                       | 408              | | A-45 CO-32                   |
|          | | 409B             | Córdoba (oeste) aeropuerto                                                                                           | CO-32                        |
|          | | 409A             | cambio de sentido |                              |
|          | camino vecinal Puente Viejo                                                                             | 411              | Camino de Servicio                                                                                                   |                              |
|          | Camino de Servicio                                                                                      | 412              | vía de servicio |                              |
|          | vía de servicio                                                                                         |                  | |                              |
|          | Camino de Servicio                                                                                      | 414              | Camino de Servicio                                                                                                   |                              |
|          | Málaga                                                                                                  | 418              | zona de servicios Málaga                                                                                             | N-331                        |
|          | Guadalcázar                                                                                             | 420              | Guadalcázar |                              |
|          | vía de servicio Aldea Quintana - La Victoria                                                            | 424              | vía de servicio Aldea Quintana - La Victoria                                                                         |                              |
|          | vía de servicio El Arrecife - El Rinconcillo                                                            | 430              | vía de servicio El Arrecife - El Rinconcillo                                                                         |                              |
|          | vía de servicio La Carlota - Posadas                                                                    | 432              | vía de servicio La Carlota - Posadas                                                                                 |                              |
|          | vía de servicio La Carlota                                                                              | 434              | vía de servicio La Carlota                                                                                           |                              |
|          | Provincia de Sevilla                                                                                    | km. 435          | Provincia de Córdoba                                                                                                 |                              |
|          | Los Algarbes                                                                                            | 437              | Los Algarbes |                              |
|          | |                  | Camino de Servicio                                                                                                   |                              |
|          | vía de servicio La Rambla - Montilla                                                                    | 441              | La Rambla - Montilla                                                                                                 |                              |
|          | |                  | vía de servicio |                              |
|          | Cerro Perea                                                                                             | 443-444          | Cerro Perea |                              |
|          | Camino de Servicio                                                                                      | 445              | Camino de Servicio                                                                                                   |                              |
|          | |                  | Camino de Servicio                                                                                                   |                              |
|          | vía de servicio Écija Palma del Río Lucena                                                              | 450              | vía de servicio Écija Palma del Río Lucena                                                                           | N-4a A-453 SE-9105           |
|          | Écija Estepa Osuna                                                                                      | 455              | Écija Estepa Osuna                                                                                                   |                              |
|          | | 456              | vía de servicio |                              |
|          | parque industrial La Campiña Marchena Arahal Utrera                                                     | 457              | Marchena Arahal Utrera                                                                                               | A-364 A-92                   |
|          | Polígonos industriales                                                                                  | 459              | Polígonos industriales                                                                                               |                              |
|          | vía de servicio parque empresarial Villanueva del Rey                                                   | 461              | vía de servicio parque empresarial Villanueva del Rey                                                                |                              |
|          | vía de servicio Parque Empresarial La Luisiana                                                          | 464              | vía de servicio Parque Empresarial La Luisiana                                                                       |                              |
|          | |                  | vía de servicio |                              |
|          | vía de servicio La Luisiana - El Campillo - Cañada Rosal                                                | 468              | La Luisiana - El Campillo - Cañada Rosal                                                                             |                              |
|          | La Luisiana - El Campillo - Cañada Rosal                                                                | 471              | vía de servicio La Luisiana - El Campillo - Cañada Rosal                                                             |                              |
|          | Camino de Servicio                                                                                      |                  | |                              |
|          | Camino de Servicio                                                                                      | 475              | Camino de Servicio                                                                                                   |                              |
|          | Camino de Servicio                                                                                      | 480              | Camino de Servicio                                                                                                   |                              |
|          | vía de servicio La Campana Fuentes de Andalucía                                                         | 482              | La Campana Fuentes de Andalucía                                                                                      | A-456 A-407                  |
|          | Camino de Servicio                                                                                      | 484              | Camino de Servicio                                                                                                   |                              |
|          | vía de servicio                                                                                         | 487              | vía de servicio |                              |
|          | Camino de Servicio                                                                                      | 491              | Camino de Servicio                                                                                                   |                              |
|          | Camino de Servicio                                                                                      | 494              | Camino de Servicio                                                                                                   |                              |
|          | estación de servicios                                                                                   | 497              | |                              |
|          | La Campana                                                                                              | 498              | La Campana | SE-6103                      |
|          | cambio de sentido                                                                                       | 500              | cambio de sentido |                              |
|          | Carmona Parador Marchena                                                                                | 504              | Carmona Parador Marchena                                                                                             | A-460                        |
|          | Carmona - Lora del Río                                                                                  | 506              | Carmona - Lora del Río                                                                                               | A-457                        |
|          | Carmona - Brenes                                                                                        | 508              | Carmona - Brenes | A-462                        |
|          | Carmona El Viso del Alcor                                                                               | 511              | Carmona Parador El Viso del Alcor                                                                                    | A-398                        |
|          | Tocina - El Viso del Alcor                                                                              | 514              | Tocina - El Viso del Alcor                                                                                           | SE-3201                      |
|          | Las Monjas - Matallana                                                                                  | 516              | Las Monjas - Matallana                                                                                               |                              |
|          | vía de servicio Los Nietos - Las Monjas                                                                 | 519              | Los Nietos - Las Monjas                                                                                              |                              |
|          | Mairena del Alcor - Brenes                                                                              | 521              | Mairena del Alcor - Brenes                                                                                           |                              |
|          | Camino de Servicio                                                                                      | 523              | Camino de Servicio                                                                                                   |                              |
|          | | 524              | vía de servicio Torrepalma                                                                                           |                              |
|          | Tarazona Granada Utrera Cádiz                                                                           | 526              | Tarazona Granada Utrera Cádiz                                                                                        | E-5 SE-40 A-92 A-376 E-5 A-4 |
|          | P.E. Aeronáutico Club de Campo                                                                          | 528              | P.E. Aeronáutico P.I. Los Espartales centro comercial Club de Campo                                                  |                              |
|          | P.I. Los Espartales centro comercial                                                                    | 530              | vía de servicio |                              |
|          | aeropuerto                                                                                              | 532-533          | aeropuerto |                              |
|          | Sevilla este Brenes Isla de la Cartuja Huelva - Mérida                                                  | 535              | Parque Alcosa Brenes Isla de la Cartuja                                                                              | A-8008 SE-020                |
|          | | 536              | Sevilla este Pal. Congresos vía de servicio                                                                          |                              |
|          | Sevilla (centro) avenida de Kansas City ronda urbana Norte E-803 A-66 Mérida                            | 537              | |                              |
|          | Sevilla continúa por SE-30 A-92 Granada A-4 Cádiz E-1 A-49 Huelva                                       |                  | Enlace de la SE-30                                                                                                   | SE-30                        |
|          | Enlace de la SE-30                                                                                      |                  | Sevilla continúa por SE-30 E-1 A-49 Huelva E-803 A-66 Mérida puerto oeste Sevilla (centro) Avda. la Raza puerto este | SE-30                        |
|          | | 545              | Sevilla este A-92 Málaga - Granada A-4 Córdoba                                                                       | SE-30                        |
|          | Granada Córdoba pol. ind. La Isla                                                                       | 549              | Granada Córdoba pol. ind. La Isla                                                                                    | E-5 SE-40 A-92 E-5 A-4       |
|          | Dos Hermanas (centro) - Isla Menor                                                                      | 553              | Dos Hermanas (centro) - Isla Menor                                                                                   | SE-3205                      |
|          | E-5 AP-4 Cádiz N-4 Dos Hermanas (sur)                                                                   | 558              | N-4 Dos Hermanas |                              |
|          | vía de servicio                                                                                         | 560              | |                              |
|          | Don Rodrigo                                                                                             | 562              | vía de servicio Don Rodrigo                                                                                          | A-8029                       |
|          | Los Palacios y Villafranca (norte)                                                                      | 565              | Los Palacios y Villafranca (norte)                                                                                   |                              |
|          | Continúa hacia El Cuervo Jerez de la Frontera El Puerto de Santa María y Cádiz por N-4                  |                  | Continúa hacia Dos Hermanas y Sevilla por A-4                                                                        |                              |

### Tramo Jerez de la Frontera - San Fernando
| Elemento | Nombre de Salida (sentido Cádiz)/Ver de arriba-abajo                         | Número de Salida | Nombre de Salida (sentido Madrid)/Ver de abajo-arriba          | Carretera que enlaza |
| -------- | ---------------------------------------------------------------------------- | ---------------- | -------------------------------------------------------------- | -------------------- |
|          | Continúa hacia Jerez de la Frontera El Puerto de Santa María y Cádiz por A-4 |                  | Continúa hacia El Cuervo y Sevilla por N-4                     | N-4                  |
|          | aeropuerto                                                                   | 628              | aeropuerto                                                     | N-346                |
|          | E-5 AP-4 Cádiz - Sevilla A-382 Arcos de la Frontera                          | 631              | E-5 AP-4 Cádiz - Sevilla A-382 Arcos de la Frontera            | N-349                |
|          |                                                                              |                  | Vía de Servicio                                                |                      |
|          | Jerez de la Frontera (norte) - Guadalcacín                                   | 632-633          | Jerez de la Frontera (norte) - Guadalcacín                     | A-2104               |
|          | Jerez de la Frontera parque empresarial                                      | 635              | Jerez de la Frontera parque empresarial                        | CA-3103              |
|          | Jerez de la Frontera (centro) Trebujena                                      | 637              | Jerez de la Frontera (centro) Trebujena                        | A-2000               |
|          | Jerez de la Frontera Trebujena                                               | 639              | Jerez de la Frontera Sanlúcar de Barrameda - Trebujena         | CA-3101              |
|          | Sanlúcar de Barrameda - Rota - Chipiona                                      | 641A             | Sanlúcar de Barrameda - Rota - Chipiona                        | A-480                |
|          | Jerez de la Frontera (sur)                                                   | 641B             | Jerez de la Frontera (sur)                                     | A-480                |
|          |                                                                              | 645              | Jerez de la Frontera (sur)                                     | N-4a                 |
|          | Cambio de sentido                                                            | 646A             |                                                                |                      |
|          | El Puerto de Santa María Rota - Chipiona Sanlúcar de Barrameda               | 646B             |                                                                | CA-31 A-491 A-2001   |
|          |                                                                              | 646              | El Puerto de Santa María                                       |                      |
|          | El Puerto de Santa María pol. industrial Poblado de Doña Blanca              | 649              | El Puerto de Santa María pol. industrial                       |                      |
|          | El Puerto de Santa María - Puerto Real - Cádiz                               | 655              | El Puerto de Santa María                                       | CA-37                |
|          | Puerto Real - Paterna de Rivera Cádiz - Sevilla                              | 658              | Puerto Real - Paterna de Rivera Jerez de la Frontera - Sevilla | E-5 AP-4             |
|          | Puerto Real hospital                                                         | 660              | Puerto Real hospital                                           |                      |
|          | Barrio de Jarana                                                             | 664              | Barrio de Jarana                                               |                      |
|          |                                                                              | 666              | vía de servicio                                                |                      |
|          | Chiclana de la Frontera - Algeciras                                          | 668              |                                                                | E-5 A-48             |
|          | Continúa hacia San Fernando y Cádiz por CA-33                                |                  | San Fernando - Cádiz                                           | CA-33                |